# كريستوفر كولينز
كريستوفر كولينز (بالإنجليزية: Christopher Collins) مواليد 30 أغسطس 1949 في نيوجيرسي، الولايات المتحدة - الوفاة 12 يونيو 1994 في فينتورا، الولايات المتحدة، هو ممثل وكوميدي أمريكي بدأ مسيرته الفنية سنة 1979.

## الأعمال
- ستار تريك: الجيل التالي
- صائدو الأشباح
- عائلة سيمبسون
- ساينفيلد
- ستار تريك: ديب سبيس ناين
- متزوج ولدي أطفال
- إن واي بي دي بلو

## روابط خارجية
- كريستوفر كولينز على موقع IMDb (الإنجليزية)
- كريستوفر كولينز على موقع أول موفي (الإنجليزية)
- كريستوفر كولينز على موقع قاعدة بيانات الفيلم (الإنجليزية)